# Beni Bechir
Beni Bechir là một đô thị thuộc tỉnh Skikda, Algérie. Dân số thời điểm năm 2002 là 8.45 người.